# ساراكينوس
ساراسين أو ساراكينوس (باللاتينية: Saracenus ساراسينوس)(باليونانية: Σαρακηνός ساراكينوس) مصطلح استخدمه الرومان للإشارة إلى سكان الصحراء في إقليم البتراء  سكان المنطقة في ذلك الزمن نبط السواد و السواد بادية بين الشام و العراق الروماني ثم أصبح يطلق على العرب، وفي العصور الوسطى وخلال الحروب الصليبية توسع المصطلح ليشمل كل الذين يدينون بالإسلام. وانتقل الاسم إلى اللغات الرومانسية وباقي اللغات الأوروبية والتسمية بالإنجليزية هي «ساراسين» (بالإنجليزية: Saracen).
وينسب إلى عمر بن الخطاب القول الآتي: تعلّموا النسب ولا تكونوا كنبط السواد إذا سئل أحدهم عن أصله قال: من قرييية كذا، يقصد بكذا ينسب الرجل نفسه إلى المدينة الفلانية أو إلى مهنته لكونه يجهل نسبه الحقيقي وإلى أيّ من القبببائل ينتمي

## التسمية
يرد البعض أصل الكلمة للكلمة السريانية ܡܲܫܪܩܐ مشرقا/ مشرقو أو المشرق ومن ثم إلى العربية (شرقيين) لوصف المشارقة عموماً.
المصطلح اللاتيني 《Saraceni》 له معنى أصلي غير معروف. هناك ادعاءات بأنه مشتق من الجذر الثلاثي السامي 《شرق》 أو 《شركة》. جذر سامي آخر محتمل هو 《سرق》، وبشكل أكثر تحديداً من الاسم 《سارق》 أو الجمع 《سارقين》.
تحالف قببببلي متعدد الانساب يعتاشوا على الغزو و التنقل الدائم في البادية بين الشام و العراق تاريخهم
...
...
و الكلمة سارساري و السارسري اي المحتال و يتم استخدام الكلمة إلى الان سرسري